# Фомичёв, Владимир Алексеевич (1960)
Влади́мир Алексе́евич Фомичёв (15 августа 1960, Сталиногорск, Тульская область — 15 августа 2019, Москва) — советский и российский футболист, защитник. Мастер спорта СССР.

## Карьера
Первым его клубом был «Химик» Новомосковск, который выступал во второй лиге. С 1978 по 1982 год Фомичёв был в составе московского «Торпедо», однако играл лишь в одном сезоне — в 1980 году он провёл 9 матчей. В высшей лиге дебютировал 9 октября в матче 27-го тура против «Арарата». В апреле 1982 года ушёл в «Кубань». За краснодарскую команду сыграл 64 матча (из них 27 в высшей лиге), а затем перешёл в столичное «Динамо». В 1984 году стал обладателем Кубка СССР: в финале «бело-голубые» выиграли у «Зенита» со счётом 2:0. Вместе с «Динамо» дошёл до полуфинала Кубка кубков 1984/85 (6 матчей, 1 гол). С 1986 по 1990 год играл за «Кузбасс», проведя 121 матч и забив 1 мяч. В мае 1990 он стал игроком «Асмарала». За два года сыграл 80 матчей и забил 7 голов.
С 2000 года работал тренером в школе «Торпедо». В 2015 году с «Торпедо-98» завоевал Кубок РФС. В последние годы работал с командой «Торпедо» 2009 года рождения. Скончался 15 августа 2019 года в Москве. Похоронен на Хованском кладбище.

## Личная жизнь
Бывшая жена Ирина после развода с Фомичёвым вышла замуж за певца и композитора Вячеслава Добрынина.

## Достижения
«Динамо»
- Обладатель Кубка СССР: 1984